# Rudnea-Șleahova, Volodarsk-Volînskîi
Rudnea-Șleahova (în ucraineană Рудня-Шляхова) este un sat în așezarea urbană Volodarsk-Volînskîi din raionul Volodarsk-Volînskîi, regiunea Jîtomîr, Ucraina.

## Demografie
Componența lingvistică a localității Rudnea-Șleahova
     Ucraineană (96,03%)
     Rusă (3,97%)
Conform recensământului din 2001, majoritatea populației localității Rudnea-Șleahova era vorbitoare de ucraineană (96,03%), existând în minoritate și vorbitori de rusă (3,97%).